# Team Disney Building Orlando
Pour les articles homonymes, voir Team Disney Building.
Le Team Disney Building d'Orlando en Floride est le siège administratif du Walt Disney World Resort. En sus des bureaux du président du complexe, il accueille de nombreux services commerciaux et publicitaires. Mais à l'inverse de celui de Disneyland Resort en Californie, les auditions ont lieu dans le Casting Center situé à proximité.

## Le bâtiment
Ce bâtiment est l'œuvre de l'architecte japonais Arata Isozaki et ouvre en 1991. Il fut construit entre 1989 et 1990 perpendiculairement à l'autoroute I-4 et accueille 1200 employés.
Le bâtiment est constitué sur une longueur de plus de 250 mètres de deux ailes assez basses autour d'un cylindre. Cette architecture particulière pour un bâtiment administratif (alors que la plupart sont des hautes tours de bureaux), a été voulue par Michael Eisner. Il avait compris que la Floride est très plane et qu'une tour serait plus une "verrue" dans le paysage qu'un lieu de travail "magique".
Isozaki utilisa les principes du Yin et du yang afin de créer un rapport bénéfique de force entre les ailes et la tour. La tour de 40 m est creuse et accueille un cadran solaire qui crée un lien avec le ciel. Afin de relier le bâtiment à l'élément de l'eau, Isozaki avait prévu de le placer près d'un lac au sud du Disney's Caribbean Beach Resort selon un alignement nord-sud très emprunt de force (actuellement la moitié 1950-1990 du Disney's Pop Century Resort occupe ce lieu). Mais Eisner et Disney voulait le mettre à proximité de l'I-4. Isozaki fut assez sceptique car il n'y avait aucun lac à cet endroit bien que l'espace fût comparable. Disney créa le lac.

Le lac a été construit derrière le bâtiment avec une île afin d'offrir au bâtiment des jeux avec les reflets.
Les couleurs du bâtiment sont assez vives par rapport aux autres bâtiments environnants et inspirées par les motifs des tissus. Les deux ailes de quatre étages sont de couleur saumon avec des fenêtres teintées ce qui donne un aspect proche des tissus vichy.

La zone centrale est un empilement de cubes et autres parallélépipèdes de couleur rouge (deux teintes ocres en damier et un magenta), bleu nuit (fond bleu avec des traits rouge, type jacquard) et orange (avec de légers points noir), d’où part la tour légèrement conique avec une collerette de couleur orange et jaune.
Le cadran solaire est constitué des parois intérieures marquées de la tour et d'un gnomon accroché au sommet de l'oculus. Au pied du cadran, un jardin japonais en pierre de rivière contient des plaques en hommage au temps mais des oreilles de Mickey permettent d'amener de la lumière dans le hall principal jouxtant la tour.

## Services
Le bâtiment héberge entre autres :
- un bureau de la Partners Federal Credit Union
- une boutique Company D ouverture le 4 juin 1991[2]